# Dlaczego dudnią bębny
Dlaczego dudnią bębny (tyt. oryg. Perse bie kjo daulle) – albański film fabularny z roku 1969 w reżyserii Piro Milkaniego, na motywach powieści Ślub (alb. Dasma) Ismaila Kadare.

## Opis fabuły
Film powstał w okresie albańskiej rewolucji kulturalnej. Katrina i Xhavit pracują w brygadzie młodzieżowej budującej linię kolejową. Wspólna praca zbliża ich do siebie i pragną się pobrać. Ale ojciec Katriny, mieszkający w górach, już przysiągł jej rękę innemu i nie zgadza się na małżeństwo z Xhavitem. Postępując zgodnie z zasadami prawa zwyczajowego wyrusza na ślub własnej córki, aby zabić jej narzeczonego.
Film realizowano w okolicach Fieru.

## Obsada
- Adelina Xhafa jako Katerina Marashi
- Timo Flloko jako Xhavit
- Dhimitraq Pecani jako Rudi
- Lukë Kaçaj jako Gjon Marashi, ojciec Kateriny
- Arben Shaka jako montażysta Sulo
- Lazër Filipi jako dyrektor
- Albert Verria jako pijak
- Gaqo Spiro jako dziennikarz
- Xhuljeta Doko jako Vera
- Fehmi Hoshafi jako naukowiec
- Seit Boshnjaku jako Shkesi
- Mihal Popi jako chłop
- Mihal Stefa jako strażnik
- Violeta Manushi jako kobieta w barze
- Albert Minga jako dziennikarz
- Liza Hajati jako podróżna w pociągu
- Shkëlqim Basha jako Soda Kaustike
- Lukë Kaçaj jako Gjon Marashi
- Gjon Karma
- Xhemal Myftiu
- Xhemil Tagani
- Asllan Vladi